# Eishockey-Eredivisie (Belgien) 2010/11
Die Saison 2010/11 war die 91. Spielzeit der Eredivisie, der höchsten belgischen Eishockeyspielklasse. Meister wurden zum insgesamt vierten Mal in der Vereinsgeschichte die White Caps Turnhout.

## Modus
Die beiden besten belgischen Eishockeymannschaften nahmen in der Saison 2010/11 am North Sea Cup teil und spielten anschließend untereinander in einer Best-of-Seven-Serie den belgischen Meister aus.

## Meisterschaftsfinale
- HYC Herentals – White Caps Turnhout 2:4 (3:4 n. V., 5:3, 3:1, 5:6 n. V., 2:6, 2:6)